# Яна Эльхассан
Яна Эльхассан (араб. جنى الحسن‎; род. 1985, Кура, Северный Ливан) — ливанская писательница. С 2008 года работала газетной журналисткой и телеведущей.
Эльхассан родилась в Бтуратидже врайоне Кура. Её первый роман «Запретные желания» получил премию Саймона Хайека, а её роман «Я, она и другие женщины» и третий роман «Девяносто девятый этаж» вошли в шорт-лист Международной премии арабской фантастики. Её третий роман был первым, переведённым на английский язык. Оба романа, вошедшие в шорт-лист, переведены на итальянский язык.
В 2015 году Эльхассан была включена в список 100 женщин Би-би-си, двухнедельной сезонной программы с участием вдохновляющих женщин со всего мира.